# Norma Pimentel
Norma Pimentel (Brownsville, 1 juli 1953) is een rooms-katholiek kloosterzuster van de Missionarissen van Jezus.
Pimentels ouders waren Mexicaanse immigranten in Texas. Pimentel is operationeel directeur van de vereniging Catholic Charities of the Rio Grande Valley, binnen het bisdom Brownsville. Deze organisatie biedt hulp en onderdak aan immigranten die de Mexicaans-Amerikaanse grens overstaken. In 2020 werd ze door het tijdschrift Time Magazine uitgeroepen tot een van de honderd meest invloedrijke personen van het jaar.